# Billezois
Billezois é uma comuna francesa na região administrativa de Auvérnia-Ródano-Alpes, no departamento Allier. Estende-se por uma área de 15,68 km². Em 2010 a comuna tinha 379 habitantes (densidade: 24,2 hab./km²).